# Waldemar Okoń
Waldemar Okoń (ur. 11 sierpnia 1953 we Wrocławiu) – poeta, polski historyk sztuki specjalizujący się w historii sztuki nowoczesnej i malarstwie polskim XIX i XX w.

## Życiorys

### Życiorys
Urodził w 1953 we Wrocławiu. W 1972 ukończył IX Liceum Ogólnokształcące im. Juliusza Słowackiego we Wrocławiu. W latach 1972–1980 studiował na Uniwersytecie Wrocławskim najpierw filologię polską, a następnie historię sztuki, kończąc studia z wyróżnieniem. W 1979 rozpoczął pracę naukową na uczelni, najpierw jako asystent-stażysta w Katedrze, a następnie adiunkt w Instytucie Historii Sztuki. Stopień doktora nauk humanistycznych w zakresie historii sztuki otrzymał w 1988 w Instytucie Historii Sztuki Polskiej Polskiej Akademii Nauk na podstawie rozprawy pt. Malarstwo a literatura w Polsce (1850–1890), napisanej pod kierunkiem prof. Wiesława Juszczaka. Następnie w 2002 otrzymał stopień doktora habilitowanego na podstawie pracy Stygnąca planeta. Polska krytyka artystyczna wobec malarstwa historycznego i historii. W 2004 otrzymał stanowisko profesora nadzwyczajnego. W latach 1996–1999 był zastępcą dyrektora Instytutu Historii Sztuki ds. ogólnych, będąc jednocześnie w latach 1996–2005 kierownikiem studiów wieczorowych. Od 2005 do 2012 roku piastował funkcję dyrektora Instytutu Historii Sztuki. W marcu 2009 otrzymał stopień naukowy profesora. Obecnie kierownik Zakładu Historii Sztuki Nowoczesnej Uniwersytetu Wrocławskiego.
Jest autorem 9 książek z zakresu historii sztuki i blisko 40 rozpraw i artykułów. Publikacje te dotyczą głównie polskiej i europejskiej historii sztuki XIX i XX w. oraz sztuki nowoczesnej. Zajmuje się także twórczością literacką – opublikował 7 książek. Jest członkiem Stowarzyszenia Pisarzy Polskich od 1996. Obecnie pełni funkcję wiceprezesa wrocławskiego oddziału Stowarzyszenia Pisarzy Polskich.

### Studia
Studiował na Uniwersytecie Wrocławskim w latach 1972–1980, najpierw na Wydziale Filologicznym, a później na Wydziale Filozoficzno-Historycznym uzyskując stopnie magistra filologii polskiej (praca „Elementy werbalne kodu filmowego”, promotor prof. dr hab. Jan Trzynadlowski) i historii sztuki (praca „Sztuka i narracja”, promotor prof. dr hab. Zofia Ostrowska-Kębłowska) – oba dyplomy z wyróżnieniem. Stopień doktora nauk humanistycznych w zakresie historii sztuki nadała mu w roku 1988 Rada Naukowa Instytutu Historii Sztuki Polskiej Akademii Nauk na podstawie pracy doktorskiej Malarstwo a literatura w Polsce (1850–1890) (promotor prof. dr hab. Wiesław Juszczak, uznanej jako wyróżniająca się przez recenzentki: prof. dr hab. M. Żmigrodzka i prof. dr hab. Maria Poprzęcka). Stopień doktora habilitowanego nauk humanistycznych w zakresie nauk o sztuce otrzymał na Uniwersytecie Wrocławskim w roku 2002; zatwierdziła go Rada Wydziału Nauk Humanistycznych po prezentacji rozprawy habilitacyjnej Stygnąca planeta. Polska krytyka artystyczna wobec malarstwa historycznego i historii. Stanowisko profesora nadzwyczajnego w Instytucie Historii Sztuki Uwr. otrzymał w roku 2004, a tytuł profesora nadany przez Prezydenta RP Lecha Kaczyńskiego, 3 kwietnia 2009 roku.

### Praca zawodowa i naukowa
Pracę zawodowa rozpoczął w 1979 roku jako asystent stażysta, początkowo w Katedrze, a później w Instytucie Historii Sztuki Uniwersytetu Wrocławskiego. W latach 1996–1999 był zastępcą dyrektora Instytutu Historii Sztuki ds. ogólnych, będąc jednocześnie, w latach 1996–2005, kierownikiem studiów wieczorowych (niestacjonarnych). W latach 2005–2012 był dyrektorem Instytutu Historii Sztuki Uwr oraz, do chwili obecnej, kierownikiem Zakładu Historii Sztuki Nowoczesnej. Jest autorem szeregu książek z szeroko pojmowanej historii sztuki i kilkudziesięciu rozpraw i artykułów, wielokrotny uczestnik seminariów i sesji naukowych, w tym wielu zagranicznych. Jego publikacje dotyczą głównie polskiej i europejskiej sztuki XIX i XX wieku oraz sztuki nowoczesnej (lista najważniejszych publikacji książkowych w załączeniu). Stypendysta Fundacji Lanckorońskich i Funduszu Pomocy Niezależnej Literaturze i Nauce Polskiej. Jest członkiem Stowarzyszenia Pisarzy Polskich od 1996 r., od czterech lat pełni funkcję prezesa wrocławskiego oddziału tego Stowarzyszenia, również członkiem Zarządu Głównego SPP. Autor kilkunastu opublikowanych prac literackich. Współpracował przy realizacji projektów badawczych z wybitnymi uczonymi: prof. Wiesławem Juszczakiem, prof. Jerzym Axerem, prof. Andrzejem Makowieckim, prof. Ryszardą Czepulis-Rastenis, prof. Aliną Kowalczykową.
Promotor 9 prac doktorskich i blisko 240 magisterskich. Autor kilkudziesięciu recenzji wydawniczych oraz szeregu recenzji prac doktorskich, habilitacyjnych i profesorskich.
Wieloletni członek Państwowej Komisji Akredytacyjnej dla kierunku historia sztuki, organizator zagranicznych objazdów zabytkoznawczych, w których brali udział studenci studiów stacjonarnych, wieczorowych i podyplomowych.

### Działalność artystyczna i kuratorska
Jeden z inicjatorów na gruncie wrocławskim Dolnośląskiego Towarzystwa Zachęty Sztuk Pięknych. W zarządzie tej organizacji pracuje od chwili jej powstania, czyli od roku 2004, do dzisiaj.
Stale współpracuje z Muzeum Współczesnym Wrocław (współorganizowanie wystaw, teksty do katalogów – ostatnio do wystawy Jerzego Olka). Od roku 2018 wchodzi w skład Rady tego Muzeum.
Stała współpraca z galerią mia Art Gallery. Kurator szeregu wystaw, autor wstępów do katalogów, w tym szczególnie do zainicjowanego wspólnie z galerią cyklu wystaw i publikacji pt. Małe wielkie kolekcie. Dotychczas udało się zrealizować wystawy i opublikować katalogi do prezentacji „Kolekcji Hermansdorferów”, „Kolekcji Bożeny Kowalskiej” i „Kolekcji Bogdana Góreckiego”.
Inicjator i autor programu działającej przez kilka lat przy Instytucie Historii Sztuki Galerii Szewska 36 oraz opiekun naukowy organizowanych przez studentów sesji naukowych.
Wieloletni współpracownik Akademii Sztuk Pięknych we Wrocławiu jako egzaminator z historii sztuki kilkudziesięciu doktorantów tej uczelni, w tym szeregu osób spoza granic naszego kraju, recenzent szeregu wydawnictw Akademii, w tym wszystkich tomów (dotychczas 18), bardzo istotnej, nie tylko dla Wrocławia, serii „Wrocławskie Środowisko Artystyczne”.
Od wielu lat juror Olimpiady Artystycznej. Z okazji XXX lecia tej Olimpiady otrzymał podziękowanie i dyplom honorowy „W uznaniu zasług w upowszechnianiu sztuki wśród młodzieży”.

### Działalność redakcyjna i wydawnicza
Autor koncepcji merytorycznej i wydawniczej oraz redaktor naczelny od roku 2006 Kwartalnika Instytutu Historii Sztuki „Quart” (dotychczas ukazały się 63 numery tego pisma), którego poziom merytoryczny i atrakcyjna szata graficzna wzbudzają zainteresowanie i uznanie w środowisku nie tylko historyków sztuki. Czasopismo jest indeksowane w bazie Index Copernicus oraz w bazie ERIH+, uzyskało grant „Wsparcie 500 czasopism naukowych” MNiSW na lata 2019–2020, Ministerstwo Edukacji i Nauki, przyznano, jako jednemu z nielicznych pism z tej dyscypliny, 70 punktów za artykuł.
Współpracownik Wydawnictwa Dolnośląskiego (opieka naukowa serii „A to Polska właśnie” oraz serii „Świadectwa sztuki” – współpraca z wydawnictwem A Dorling Kindersley Book), Wydawnictwa Uniwersytetu Wrocławskiego, wydawnictwa „Warstwy”, wydawnictwa „Akwedukt” i wydawnictw związanych ze Stowarzyszeniem Pisarzy Polskich.
Przewodniczący jury Wrocławskiego Programu Wydawniczego oraz członek jury przyznającego stypendia artystyczne z ramienia Wydziału Kultury Urzędu Miejskiego we Wrocławiu.
Współpracownik Ośrodka Kultury i Sztuki we Wrocławiu – konsultacje, redakcja tekstów, wstępy do wydawnictw – ostatnio do katalogu prac Miry Żelechower-Aleksiun oraz do książki o teatrze autorstwa Grzegorza Ćwiertniewicza.

### Nagrody i odznaczenia
Wielokrotnie (18 razy) nagradzany przez rektora za działalność naukową, dydaktyczną i organizacyjną. Trzykrotny laureat nagrody indywidualnej Ministra Nauki i Szkolnictwa Wyższego za książki Sztuka i narracja”, Sztuki siostrzane i Stygnąca planeta. Polska krytyka artystyczna wobec malarstwa historycznego i historii oraz nagrody im. Księdza Dettloffa za książkę Malarstwo i literatura w II połowie XIX wieku w kategorii prac nieopublikowanych. Stypendysta Fundacji Lanckorońskich i Funduszu Pomocy Niezależnej Literaturze i Nauce Polskiej.
- Medal Komisji Edukacji Narodowej
- Medal Zasłużony dla Wrocławia – Merito de Wratislavia
- Złota Odznaka Towarzystwa Miłośników Wrocławia

### Życie prywatne
Był żonaty z Danutą Jankowską-Okoń (zm. 10 kwietnia 2021), wicedyrektorką Zespołu Szkół nr 3 we Wrocławiu, z którą ma dwie córki: Natalię i Weronikę, absolwentki wrocławskiej Akademii Sztuk Pięknych.

## Publikacje książkowe
Studia poświęcone sztuce XIX i XX wieku
- Sztuka i narracja, 1988
- Sztuki siostrzane, 1992
- Alegorie narodowe, 1992
- Wtajemniczenia, 1996
- Stygnąca planeta, 2002
- Przeszłość przyszłości, 2005
- Monografie
- Jan Matejko, 2001
- Stanisław Wyspiański, 2001
- Kresy w malarstwie polskim, 2006
- Tomy poezji
- Wiersze północne, 1989
- Poematy nadziemne, 2000
- Stonehenge, 2001
- Wersy dla Orfeusza, 2003
- Księga wersów, 2004
- Atlantyda, 2007
- Motyw Tespazjosa, 2013
- Cykle, 2016
- Jeszce jeden tom wierszy, 2021 – wersja polsko-francuska
- Scenariusz widowiska teatralnego
- Antoni S., czyli Wieża Babel
- Proza poetycka – wybory
- Zapisy bez daty, 1998
- Niebezpieczne małe prozy, 2015
- Granice pytań, 2016
- Niebezpieczne małe prozy, audiobook, 2016
- Książki prozatorskie
- Max z drugiej strony ulicy, 2015
- Jestem jak echo. Rok 1983, 2017
- „Dniewnik”, czyli kronika niezapowiadanych śmierci, 2021
- Baśń dla dzieci i dorosłych
- Michaś i Księżyc, 2019